# Abies amabilis
Abies amabilis é um abeto nativo do Noroeste do Pacífico na América do Norte, ocorrendo na costa do Pacífico e na Cordilheira das Cascatas no extremo sudeste do Alasca, através do oeste da Columbia Britânica, Washington e Oregon, para extremo noroeste da Califórnia. Cresce em altitudes desde o nível do mar até 1.500 metros, no norte da sua área de distribuição e de 1,000–2,300 metros, no sul, sempre na floresta tropical temperada com relativamente elevada precipitação e verões frescos e úmidos. Algumas árvores são associadas com esse abeto, com o abeto de Douglas e no extremo sul de seu território, a Castanha-de-cavalo-da-Califórnia.

## Descrição

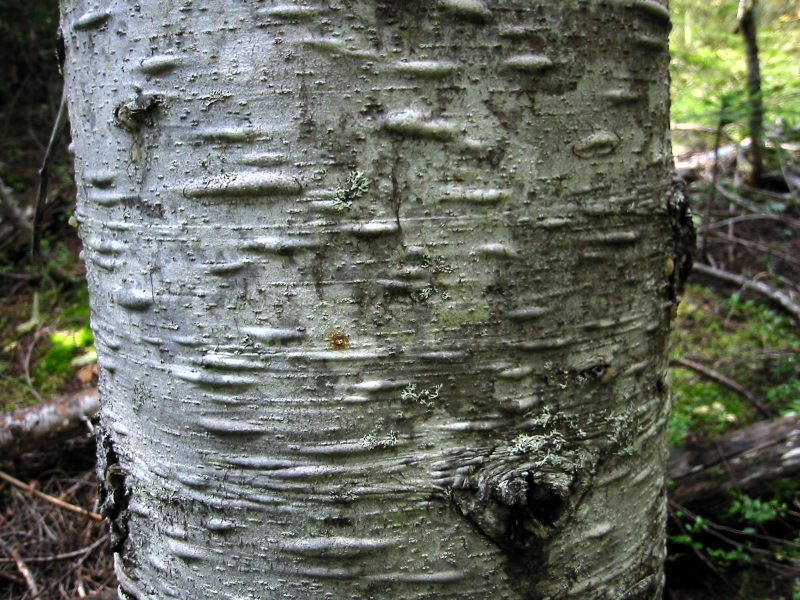
Pacific Silver Fir bark

É uma grande conífera de 30–45 metros e com um diâmetro de tronco de até 1,2 metros. A casca das árvores mais jovens é cinza claro, de espessura fina e coberta de bolhas de resina. Em árvores mais velhas, ela escurece e desenvolve sulcos. As folhas são em forma de agulha, achatadas, com 2–4,5 centímetros de comprimento e 2 milímetros de largura por 0,5 milímetros de espessura, verde escuro acima, e com duas faixas brancas de estômatos abaixo e levemente entalhada na ponta. As pinhas têm 9–17 centímetros de comprimento e 4–6 cm de largura, roxo escuro antes do amadurecimento; as brácteas são curtas e de pequena escala, e escondidas na pinha fechada. As sementes aladas são liberadas quando os cones se desintegram na maturidade cerca de 6–7 meses após a polinização.
O abeto branco do Pacífico está intimamente relacionado com o abeto de Maries (A. mariesii do Japão), que se distingue por suas folhas ligeiramente mais curtas (1,5–2,5 centímetros em cones ) e pinhas menores (5–11 centímetros de comprimento ).

## Usos
A madeira é macia e não muito forte; é usada para fabricação de papel, caixas de embalagens e outros trabalhos de construção baratos. A folhagem tem um aroma atraente e  é usado às vezes para decoração de Natal, incluindo árvores de Natal. 
Também é plantada como uma árvore ornamental em grandes parques, embora sua exigência de verões frescos e úmidos limita as áreas onde cresce bem; o crescimento bem sucedido longe de sua área de distribuição natural na Califórnia, é restrita a áreas como a oeste da Escócia e no sul da Nova Zelândia.